# Nina Chydenius
Nina Chydenius (28 gennaio 1990) è una mezzofondista e maratoneta finlandese.

## Palmarès
| Anno | Manifestazione   | Sede              | Evento         | Risultato | Prestazione | Note                          |
| ---- | ---------------- | ----------------- | -------------- | --------- | ----------- | ----------------------------- |
| 2011 | Europei Under-23 | Ostrava           | 10000 m piani  | 10ª       | 35'22"59    |                               |
| 2021 | Europei di cross | Dublino           | Corsa seniores | 47ª       | 29'36"      |                               |
| 2022 | Europei          | Monaco di Baviera | Maratona       | 39ª       | 2h43'00"    |                               |
| 2023 | Mondiali         | Budapest          | Maratona       | 54ª       | 2h42'36"    |                               |
| 2024 | Europei          | Roma              | 10000 m piani  | 8ª        | 32'16"85    | Miglior prestazione personale |

## Campionati nazionali
2010
- 5ª ai campionati finlandesi, 10000 m piani - 35'43"57
- 9ª ai campionati finlandesi, 5000 m piani - 17'24"62
- Oro ai campionati finlandesi under-23, 5000 m piani - 17'23"36
- Bronzo ai campionati finlandesi under-23, 1500 m piani - 4'44"19
- Bronzo ai campionati finlandesi under-23 indoor, 3000 m piani - 10'20"34

2011
- 6ª ai campionati finlandesi, 10000 m piani - 35'56"93
- 6ª ai campionati finlandesi, 5000 m piani - 17'19"17
- 12ª ai campionati finlandesi indoor, 3000 m piani - 10'17"48
- Argento ai campionati finlandesi under-23, 5000 m piani - 16'51"08
- 4ª ai campionati finlandesi under-23, 1500 m piani - 4'39"41
- Bronzo ai campionati finlandesi under-23 indoor, 3000 m piani - 10'09"72
- 6ª ai campionati finlandesi under-23 indoor, 1500 m piani - 4'50"46

2012
- 8ª ai campionati finlandesi, 10000 m piani - 36'17"13
- 10ª ai campionati finlandesi, 5000 m piani - 17'38"61
- 4ª ai campionati finlandesi indoor, 3000 m piani - 9'45"36
- Bronzo ai campionati finlandesi under-23, 5000 m piani - 17'39"09
- Argento ai campionati finlandesi under-23 indoor, 3000 m piani - 9'57"18

2013
- 4ª ai campionati finlandesi, 5000 m piani - 16'44"77

2014
- 8ª ai campionati finlandesi di mezza maratona - 1h22'14"
- 4ª ai campionati finlandesi, 10000 m piani - 36'16"98
- 7ª ai campionati finlandesi, 5000 m piani - 16'53"65

2015
- 5ª ai campionati finlandesi indoor, 3000 m piani - 9'57"78

2017
- Argento ai campionati finlandesi di mezza maratona - 1h20'13"
- 4ª ai campionati finlandesi, 10000 m piani - 36'04"63
- 8ª ai campionati finlandesi, 5000 m piani - 17'06"08

2019
- 15ª ai campionati finlandesi, 10000 m piani - 37'15"04

2020
- 6ª ai campionati finlandesi di mezza maratona - 1h19'54"
- Bronzo ai campionati finlandesi indoor, 3000 m piani - 9'49"21

2021
- 4ª ai campionati finlandesi di mezza maratona - 1h19'15"
- Bronzo ai campionati finlandesi indoor, 3000 m piani - 9'48"97

2022
- Oro ai campionati finlandesi, 10000 m piani - 33'41"81

2023
- Bronzo ai campionati finlandesi, 10000 m piani - 33'23"17
- Bronzo ai campionati finlandesi, 5000 m piani - 16'05"67
- Oro ai campionati finlandesi di maratona - 2h38'33"
- Bronzo ai campionati finlandesi di corsa campestre - 36'12"

## Altre competizioni internazionali
2016
- 29ª alla Maratona di Valencia ( Valencia) - 3h03'28"

2021
- 12ª alla Mezza maratona di Copenaghen ( Copenaghen) - 1h14'04"

2022
- 24ª alla Maratona di Siviglia ( Siviglia) - 2h32'48"
- 7ª alla San Silvestre Vallecana ( Madrid) - 32'51"

2024
- 19ª alla Mezza maratona di Barcellona ( Barcellona) - 1h13'33"